# Герб Тамбовского района (Амурская область)
Герб муниципального образования Тамбо́вский район Амурской области Российской Федерации — опознавательно-правовой знак, служащий официальным символом муниципального образования.
Герб утверждён Решением районного Совета народных депутатов Тамбовского района 19 февраля 2009 года.
Герб внесён в Государственный геральдический регистр Российской Федерации с присвоением регистрационного номера 4765.

## Описание герба
«В лазоревом поле летящий влево серебряный журавль с чёрными грудью и концами крыльев, червлёным затылком, золотыми клювом, глазами и ногами, сопровождаемый внизу двумя золотыми головками хлебных колосьев (левая больше), положенными веерообразно». 